# Cwetan Jonczew
Cwetan Borisławow Jonczew (bułg. Цветан Бориславов Йончев; ur. 15 lutego 1956 we Wracy) – bułgarski piłkarz grający na pozycji napastnika. W swojej karierze rozegrał 23 mecze i strzelił 5 goli w reprezentacji Bułgarii.

## Kariera klubowa
Swoją karierę piłkarską Jonczew rozpoczął w klubie Botew Wraca. W sezonie 1973/1974 zadebiutował w nim w pierwszej lidze bułgarskiej. W Botewie grał przez dwa lata. W 1975 roku został zawodnikiem CSKA Sofia. W sezonie 1975/1976 wywalczył z nim swój pierwszy w karierze tytuł mistrza Bułgarii. Tytuł mistrzowski z CSKA wywalczył jeszcze czterokrotnie, w sezonach 1979/1980, 1980/1981, 1981/1982 i 1982/1983. Czterokrotnie został też wicemistrzem kraju w sezonach 1976/1977, 1977/1978, 1978/1979 i 1983/1984 oraz zdobył Puchar Bułgarii w 1983 roku.
W 1984 roku Jonczew odszedł z CSKA do Sławii Sofia. Występował w niej przez dwa lata. W latach 1986–1988 był zawodnikiem Łudogorca Razgrad, w którym zakończył karierę.

## Kariera reprezentacyjna
W reprezentacji Bułgarii Jonczew zadebiutował 7 lutego 1979 roku w zremisowanym 1:1 towarzyskim meczu z Rumunią, rozegranym w Stanke Dimitrow. Grał m.in. w: eliminacjach do MŚ 1982 i do Euro 84. Od 1979 do 1983 rozegrał w kadrze narodowej 23 mecze i strzelił w nich 5 goli.